# Mogyoróska
Mogyoróska è un comune dell'Ungheria di 73 abitanti (dati 2001). È situato nella contea di Borsod-Abaúj-Zemplén.